# Tina Dietze
Tina Dietze (født 25. januar 1988) er en tysk kajakroer, som har specialiseret sig i kajaksprint. Hun har vundet adskillige medaljer ved EM- og VM, og hun har deltaget i tre olympiske lege for Tyskland siden 2012.
I 2009 fik hun sit internationale gennembrud med guld på 200 m, sølv på 500 m (begge i K4) samt sølv i 1000 m K2 ved VM. Hun vandt samme år guld på 200 m og sølv på 500 m, begge i K4, ved EM. Hun har (frem til 2018) vundet i alt fjorten EM-medaljer (seks af guld) og sytten VM-medaljer.
Hendes først OL var 2012 i London, hvor hun stillede op i K2 500 meter og K-4 500 meter. I K4 roede hun sammen med Carolin Leonhardt, Franziska Weber og Katrin Wagner-Augustin, og de vandt deres indledende heat klart. I finalen roede de en anelse hurtigere, men blev besejret af ungarerne, mens de akkurat holdt sig foran Belarus, der fik bronze. I K2 roede hun sammen med Franziska Weber, og de blev nummer to i deres indledende heat, inden de vandt deres semifinale foran de dobbelt ungarske mestre, Katalin Kovács og Natasa Dusev-Janics. I finalen lagde Dietze og Weber sig hurtigt i spidsen, og ingen af de øvrige kunne følge med dem, så de sikrede sig guldet over et sekund foran Kovács og Dusev-Janisc, mens polakkerne Karolina Naja og Beata Mikołajczyk sikrede sig bronze.
Ved OL 2016 i Rio de Janeiro stillede hun igen op i K2 og K4 på 500 meter. I K2 dannede hun igen par med Weber, og de vandt deres indledende heat og kvalificerede sig derved direkte i finalen. Her blev det en tæt kamp mod et nyt ungarsk par, Gabriella Szabó og Danuta Kozák, der vandt med et forspring på blot 0,051 sekund. Tyskerne andenplads var sikker, mens polakkerne Naja og Mikołajczyk igen vandt bronze. I K4 var Dietze og Weber denne gang suppleret af Sabrina Hering og Steffi Kriegerstein, og de blev nummer tre i indledende heat, hvorpå de sikkert vandt deres semifinale. I finalen var den ungarske kajak hurtigst og vandt guld, mens tyskerne vandt sølv foran Belarus på tredjepladsen.
Hun deltog igen ved OL 2020 i Tokyo (afholdt i 2021), hvor hun endnu en gang stillede op i K2 og K4 på 500 m. Hun måtte for første gang forlade et OL uden medaljer, idet hun blev nummer otte i K2 og nummer fem i K4.